# 電影發展基金

電影發展基金標誌

香港電影發展基金於1999年成立，是香港政府出資成立的發展基金，協助香港電影業長遠發展 。香港電影發展局秘書處負責管理該基金。其後香港政府在2007年7月向電影發展基金注資3.2億港元，由商務及經濟發展局創意香港辦公室管理，分別是「首部劇情電影計劃」、「電影製作資助計劃」、「電影製作融資計劃」以及「資助其他電影相關計劃」。截至2022年6月，電影發展基金共為57部港產電影拍攝提供融資，其中17部由初次出道的導演執導，共撥款2.17億港元。

## 獲基金批出融資之電影
| 批准日期   | 電影名稱                                  | 批准融資額（港元） | 導演                           | 演員                                                           | 最終香港票房（港元） |
| ---------- | ----------------------------------------- | ------------------ | ------------------------------ | -------------------------------------------------------------- | -------------------- |
| 2008年1月  | 《麥兜噹噹》                              | $3,598,800         | 謝立文                         | 吳君如、黃秋生、詹瑞文                                         | $2,462,303           |
| 2008年2月  | 《親密》                                  | $1,618,255         | 岸西                           | 鄭伊健、林嘉欣                                                 | $842,474             |
| 2008年5月  | 《戰·無雙》                               | $2,993,179         | 熊欣欣                         | 李璨琛、張兆輝、蔣璐霞                                         | $327                 |
| 2008年6月  | 《愛得起》                                | $2,419,674         | 火火、馬偉豪                   | 梁詠琪、陳柏霖                                                 | $165,219             |
| 2008年9月  | 《贖命》                                  | $3,017,435         | 周隼                           | 陳奕迅                                                         | $666,269             |
| 2008年10月 | 《戀人絮語》                              | $1,855,297         | 曾國祥、尹志文                 | 陳奕迅、林嘉欣                                                 | $2,075,832           |
| 2008年12月 | 《歲月神偷》                              | $3,598,274         | 羅啟銳                         | 任達華、吳君如                                                 | $23,133,269          |
| 2009年2月  | 《分手說愛你》                            | $1,759,500         | 黃真真                         | 房祖名、薛凱琪                                                 | $10,333,691          |
| 2009年4月  | 《人間喜劇》                              | $2,520,000         | 陳慶嘉、秦小珍                 | 杜汶澤、王祖藍                                                 | $7,292,519           |
| 2009年8月  | 《37》                                    | $2,842,500         | 陳國新                         | 楊采妮、林妙可                                                 | $33,520              |
| 2010年7月  | 《熱浪球愛戰》                            | $2,799,836         | 鄧東明                         | 羅仲謙、周秀娜                                                 | $1,677,655           |
| 2010年12月 | 《潮性辦公室》                            | $1,723,750         | 詹瑞文、李公樂                 | 詹瑞文、呂慧儀                                                 | $3,411,062           |
| 2011年3月  | 《搏擊迷城》                              | $3,748,788         | 陳麗英                         | 陳偉霆、李菲兒                                                 | $3,729               |
| 2011年3月  | 《殺手歐陽盆栽》                          | $3,012,250         | 尹志文、李豐博                 | 蕭敬騰、周秀娜                                                 | $523,618             |
| 2011年9月  | 《高舉．愛》                              | $2,708,816         | 邱禮濤                         | 杜汶澤、江若琳                                                 | $1,298,130           |
| 2012年1月  | 《愛情達人》                              | $2,995,500         | 曹建南                         | 袁詠儀、林雪                                                   | $5,625               |
| 2012年7月  | 《狂舞派》                                | $2,119,519         | 黃修平                         | 蔡瀚億、楊樂文、顏卓靈                                         | $13,646,417          |
| 2012年8月  | 《一個複雜故事》                          | $3,014,859         | 周冠威                         | 張學友、朱芷瑩、車婉婉                                         | $276,738             |
| 2012年9月  | 《過界》                                  | $4,000,000         | 劉韻文                         | 劉嘉玲、陳坤                                                   | $402,972             |
| 2012年10月 | 《末日派對》                              | $3,384,000         | 何康                           | 黃貫中、謝安琪、泰迪羅賓                                       | $290,326             |
| 2012年12月 | 《不愛不散》                              | $1,597,100         | 葉偉英                         | 蘇永康、鄧麗欣                                                 | $1,480               |
| 2012年12月 | 《第七謊言》                              | $1,840,000         | 孔令政                         | 羅仲謙、林德信                                                 | $584,975             |
| 2013年3月  | 《爆3俏嬌娃》                             | $2,251,147         | 卓韻芝                         | 趙勁皓、周秀娜                                                 | $1,450,055           |
| 2013年6月  | 《那夜凌晨，我坐上了旺角開往大埔的紅Van》 | $5,250,000         | 陳果                           | 黃又南、任達華                                                 | $21,298,819          |
| 2013年8月  | 《恐怖在線》                              | $1,500,000         | 杜玉貞                         | 張兆輝、李梓宸                                                 | $4,460,210           |
| 2013年8月  | 《媽咪俠》                                | $1,590,180         | 高志森                         | 曾江、馮寶寶                                                   | $443,366             |
| 2014年7月  | 《我們停戰吧！》                          | $1,951,632         | 陸天華                         | 林文龍、譚耀文                                                 | $483,470             |
| 2015年6月  | 《此情此刻》                              | $2,760,000         | 黃國輝                         | 林家棟、陳靜                                                   | $215,798             |
| 2015年9月  | 《愛革命》                                | $2,997,300         | 梁德森                         | 李璨琛                                                         | $43,752              |
| 2016年3月  | 《八步半喜怒哀樂》                        | $1,958,000         | 泰迪羅賓                       | 關楚耀、吳千語                                                 | $525,491             |
| 2016年4月  | 《黃金花》                                | $3,397,668         | 陳大利                         | 呂良偉、毛舜筠                                                 | $6,046,782           |
| 2016年6月  | 《今晚打喪屍》                            | $1,979,000         | 盧煒麟                         | 張繼聰、白只、王敏奕、顏卓靈                                   | $5,010,411           |
| 2016年6月  | 《逆向誘拐》                              | $1,379,749         | 黃浩然                         | 邵仲衡、吳肇軒、蘇麗珊                                         | $1,111,389           |
| 2017年2月  | 《好好拍電影》                            | $1,959,200         | 文念中                         | 許鞍華                                                         | $963,260             |
| 2017年8月  | 《逆流大叔》                              | $4,492,800         | 陳詠燊                         | 吳鎮宇、胡定欣                                                 | $15,690,440          |
| 2017年12月 | 《喜歡妳是妳》                            | $1,064,000         | 吳詠珊、楊潮凱                 | 陳健朗、談善言、楊偲泳                                         | $2,451,777           |
| 2018年4月  | 《再見UFO》                               | $5,400,000         | 梁栢堅                         | Shine、蔡卓妍                                                  |                      |
| 2018年10月 | 《給我1天》                               | $2,000,000         | 李敏                           | 蔡卓妍、王祖藍                                                 |                      |
| 2018年11月 | 《你咪理，我愛你！》                      | $5,200,000         | 王祖藍                         | 王祖藍、王菀之                                                 | $8,947,057           |
| 2019年7月  | 《Baby復仇記》                            | $3,750,000         | 陸以心                         | 朱鑑然、陳靜                                                   | $501,180             |
| 2019年8月  | 《金童》                                  | $5,162,101         | 陳維冠                         | 張繼聰、韋羅莎                                                 |                      |
| 2019年12月 | 《正義迴廊》                              | $2,502,500         | 何爵天                         | 楊偉倫、麥沛東、蘇玉華、周文健                                 | $43,691,815          |
| 2020年11月 | 《一路瞳行》                              | $2,391,540         | 朱鳳嫻                         | 吳岱融、惠英紅、吳千語                                         | $4,864,927           |
| 2020年12月 | 《世外》                                  | $5,600,000         | 吳啟忠                         | 待定                                                           |                      |
| 2021年1月  | 《久別重逢》                              | $5,353,220         | 梁禮彥                         | 鄭伊健、陳卓賢、許恩怡、蔡思韻                                 | $10,800,000          |
| 2021年1月  | 《洗碗天團》                              | $4,798,600         | 沈錫然                         | 鄭伊健、任賢齊、談善言、潘燦良                                 |                      |
| 2021年2月  | 《出租家人》                              | $5,600,000         | 劉偉                           | 曾志偉、陳家樂、周家怡                                         | $3,554,718           |
| 2021年2月  | 《過時·過節》                             | $3,250,000         | 曾慶宏                         | 毛舜筠、謝君豪、呂爵安、談善言、盧瀚霆                         | $12,510,000          |
| 2021年3月  | 《電子靈》                                | $2,030,000         | 梁碧芝                         | 楊天宇、李靖筠、何珮瑜                                         | $173,361             |
| 2021年4月  | 《贖夢》                                  | $9,000,000         | 張家輝                         | 張家輝、陳法拉、劉俊謙                                         |                      |
| 2021年7月  | 《拼命三郎》                              | $3,873,600         | 陳大利                         | 譚耀文                                                         |                      |
| 2021年7月  | 《送院途中》                              | $9,000,000         | 卓韻芝                         | 古天樂、游學修、袁澧林                                         |                      |
| 2021年8月  | 《得寵先生》                              | $4,000,000         | 李志偉、何英毅                 | 鄭丹瑞、盧慧敏                                                 |                      |
| 2021年9月  | 《闔家辣》                                | $4,534,000         | 鄭晉軒                         | 鄭中基、吳君如、梁詠琪、呂爵安                                 | $32,708,642          |
| 2021年9月  | 《觸電》                                  | $4,800,000         | 梁國輝                         | 姜皓文、陳穎欣                                                 |                      |
| 2021年9月  | 《失衡凶間之罪與殺》                      | $3,783,200         | 許學文、陳翊恆、黄千殷         | 林嘉欣、衛詩雅、劉俊謙、蔡思韵、黃又南、朱栢康、朱鑑然、胡子彤 | $675,697             |
| 2021年9月  | 《死屍死時四十四》                        | $7,552,400         | 何爵天                         | 鄭中基、毛舜筠、黃又南、楊偉倫                                 | $23,078,611          |
| 2021年9月  | 《邪魔歪道》                              | $4,678,800         | 黎震龍                         |                                                                |                      |
| 2021年10月 | 《阿媽有咗第二個》                        | $4,000,000         | 彭秀慧                         | 毛舜筠、姜濤、柳應廷、岑珈其、鄧麗英                           | $44,096,039          |
| 2022年1月  | 《裏應外合》                              | $6,400,000         | 袁劍偉                         | 張繼聰、楊天宇、馬思惠、周家怡、余安安、莊鍶敏                 |                      |
| 2022年1月  | 《像我這樣的愛情》                        | $3,200,000         | 譚惠貞                         | 劉俊謙、袁澧林、楊淇                                           |                      |
| 2022年5月  | 《毒舌大狀》                              | $8,866,250         | 吳煒倫                         | 黃子華、謝君豪、王丹妮、廖子妤、王敏德、何啟華、楊偲泳、栢天男 | $121,794,204         |
| 2022年6月  | 《一樣的天空》                            | $2,489,730         | 陳翊恆、侯楚峰、潘梓然、葉正恒 | 周祉君、林德信、胡鴻鈞                                         | 1,434,833            |
| 2022年6月  | 《爸爸》                                  | $7,246,400         | 翁子光                         |                                                                |                      |
| 2022年10月 | 《七月返歸》                              | $3,599,200         | 謝家祺                         | 江熚生、白靈                                                   |                      |
| 2023年2月  | 《龍城追兇》                              | $6,569,910         | 劉國昌                         |                                                                |                      |
| 2023年4月  | 《望月》                                  | $1,650,000         | 羅耀輝                         | 李靖筠、陳湛文、李麗珍、李芯駖                                 |                      |
| 2023年7月  | 《陰目偵信》                              | $2,750,000         | 梁國輝                         | ERROR、周家怡、譚旻萱                                          |                      |
| 2024年2月  | 《金雀》                                  | $8,591,200         | 鄒凱光                         | 待定                                                           |                      |
| 2024年2月  | 《紅豆》                                  | $3,320,000         | 鄒穎                           | 任達華、鄧麗欣                                                 |                      |
| 2024年7月  | 《功夫少年》                              | $10,000,000        | 高志森                         | 洪金寶、朱咪咪                                                 |                      |
| 2024年7月  | 《我老豆係外星人》                        | $2,500,000         | 吳詠珊、楊潮凱                 | 泰迪羅賓、楊潮凱                                               |                      |
| 2024年7月  | 《浪花男女》                              | $5,200,000         | 馮志強                         | 待定                                                           |                      |
| 2024年8月  | 《一個部門的誕生》                        | $5,680,000         | 麥天樞                         | 待定                                                           |                      |
| 2024年10月 | 《不是人》                                | $9,000,000         | 鄭保瑞                         | 待定                                                           |                      |
| 2024年10月 | 《上半場》                                | $3,197,600         | 黃柏基                         | 陳湛文、梁詠琪                                                 |                      |
| 2024年10月 | 《屎撈人 - 在路途上》                     | $8,710,400         | 謝立文                         | 待定                                                           |                      |

资料来源：電影製作融資計劃

## 爭議
2012年11月14日，香港政府審計署署長發表第59號報告書，其中一部分報告指出電影發展基金在審批電影融資過程的問題，現摘錄數點如下：

### 未能收回全數電影融資成本
審計署指出，絕大部分獲電影發展基金融資的電影整體融資收回率只有四成多，其中陳奕迅主演的電影《贖命》，政府融資300萬港元，票房不足100萬港元，政府只收回1,769港元。此外，由李璨琛主演的《戰．無雙》，只在2012年六月上映兩天，票房只得327港元，政府的300萬港元融資無法收回分毫。
即使是錄得高票房的港產電影，政府亦不能全數收回融資成本。電影《歲月神偷》獲政府電影發展基金融資360萬港幣，儘管本港票房大收逾2,000萬港幣，但政府最終只收回約296萬港幣，收回率為82.1%。另一個例子《麥兜噹噹》，在本港僅200多萬元票房，但中國大陸票房有7000多萬元人民幣，融資的收回率卻只有58.6%，大約211萬港元。經審計署調查，發現當中最大原因是電影的宣傳發行費超出認可上限數倍，令淨收益大減。
審計署在報告中表示理解政府向電影製作提供融資，或涉較高投資風險，但由於涉及公帑，政府須評估可否接受整體收回率偏低的情况、檢討現時提供融資的模式，以及評估申請人的商業可行性措施是否有效。

### 電影宣傳費超支
一般來說，電影發展基金融資佔製作費三至四成，以電影票房、賣埠費連版稅等總收益減去製作費、宣傳發行費等成本，得出的淨收益會按比例攤分予基金。審計署不點名指，其中一部電影向基金申報宣傳發行開支為270萬港幣，但再調查後發現連同香港以外市場開支計算，總宣傳發行開支實為810萬港幣，超出規定的宣傳費上限270萬港元達3倍，但竟獲基金認可，按審計署提供的上映日期推斷，此電影正是《歲月神偷》。

### 第三方融資問題
如要成功取得電影發展基金融資，申請人要先取得獨立第三方融資，證明電影在商業上可行，但審計署審查15宗申請，發現其中六宗的所謂第三方融資者正是申請者本人，另外五宗亦為與申請人有關的公司，此11宗申請有10宗獲批，因而存在角色及利益衝突，期間審計署審查五部已上映電影，發現當中兩部電影未獲負責審批基金的創意香港辦公室電影服務統籌科批准，便將淨收益攤分。審計署建議當局為電影發展基金進行策略性檢討。對此電影服務統籌科解釋，很多投資者要求申請人先獲基金撥款才答允投資。另一方面，資深電影人岑建勳回應指，若申請者本人都不投資，便無助其他投資者對投資電影的信心。

### 本末倒置
電影發展基金的原意是協助本港電影的製作，但審計署指，電影發展基金過去七年來，資助電影的活動項目總額達港幣1.5億元，遠超對電影製作的融資，真正提供給電影製作的只得5,800萬港元，其間基金資助二十二部電影及七十九個電影項目，批出逾一億五千多萬港元，尚餘一億一千三百七十萬港元，每年開支約三千八百萬港元，預計到2015年中前耗盡，需要政府再度注資。
本港每年的四大電影盛事，包括香港電影金像獎頒獎禮、亞洲電影大獎、香港影視娛樂博覽及香港亞洲電影投資會，亦相當依賴基金資助，過去四年間獲資助港幣八千八百萬元，佔期內電影項目連製作總額一億八千多萬港元的四成九，令基金支援拍電影、培訓人才款額相應減少。其中亞洲電影大獎宣稱透過20條廣播及網上頻道，將節目播放予全球三億多住戶觀看，但他們沒有收取任何廣播費，每年均倚賴基金資助700多萬元。香港亞洲電影投資會亦每年獲400萬元資助，投資會每年3月在港舉行，為期三天，為亞洲電影製作人提供平台，介紹他們的電影，吸引投資，但過去三年，僅在2009年有一部港產片因參加投資會而獲得投資。
審計署因而促主辦機構開拓資金收入來源，且四大盛事亦沒列明預計的廣告收入、轉播費收入等，難保政府過度補貼虧蝕。

### 業界及市民回應
事件引起香港市民對電影業界濫用公帑的疑慮，但《歲月神偷》監製張婉婷則回應，指電影發展基金不應純為賺錢，亦應以提升本土電影認知為目標，及考慮文化上的無形收益。她同意基金對電影製作及其他活動的分配要再作研究，此外她稱受通脹、人民幣升值、工資上漲等因素影響，現時一般中小型電影製作費，已升至約2000萬港幣的水平，她建議預算上限應調高，不過她並沒有回應宣傳費超支的問題。